# Amelia Edith Barr
Amelia Edith Huddleston Barr (Ulverston, 29 marzo 1831 – White Plains, 10 marzo 1919) è stata una scrittrice britannica naturalizzata statunitense.

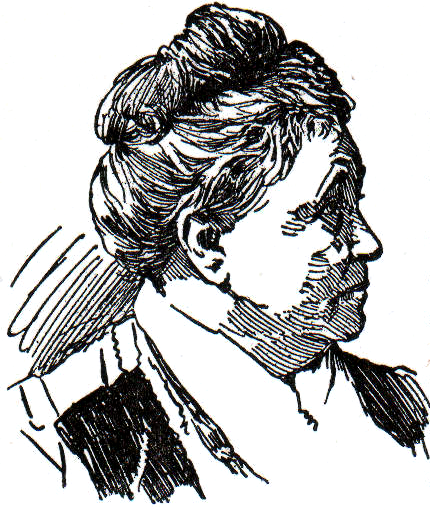
Amelia Edith Barr

Dopo il matrimonio con William Barr nel 1850, si trasferì negli Stati Uniti e si stabilì a Galveston, in Texas. Dopo la morte del marito, si stabilì a New York nel 1869 e lì iniziò a scrivere per periodici religiosi e a pubblicare storie o romanzi pseudo-storici.

## Romanzi
- Romance and Reality (1872)
- Jan Vedder's Wife (1885)
- A Daughter of Fife (1886)
- A Bow of Orange Ribbon (1886)
- Remember the Alamo (1888)
- Friend Olivia (1891)
- Birds of a Feather (1893)
- The Lone House (1894)
- Bernicia (1895)
- A Knight of the Nets (1896)
- Trinity Bells (1899)
- The Maid of Maiden Lane (1900)
- Souls of Passage (1901)
- The Lion's Whelp (1901)
- The Black Shilling, The Belle of Bowling Green (1908)
- The Strawberry Handkerchief (1908)
- The Hands of Compulsion (1909)
- The House of Cherry Street (1909)
- Sheila Vedder (1911)